# テオドール・アドルノ
テオドール・ルートヴィヒ・アドルノ＝ヴィーゼングルント（Theodor Ludwig Adorno-Wiesengrund [ˈteːodoːɐ̯ ʔaˈdɔɐ̯no] ( 音声ファイル)、1903年9月11日 - 1969年8月6日）は、ドイツの哲学者、社会学者、音楽評論家、作曲家。

## 活動

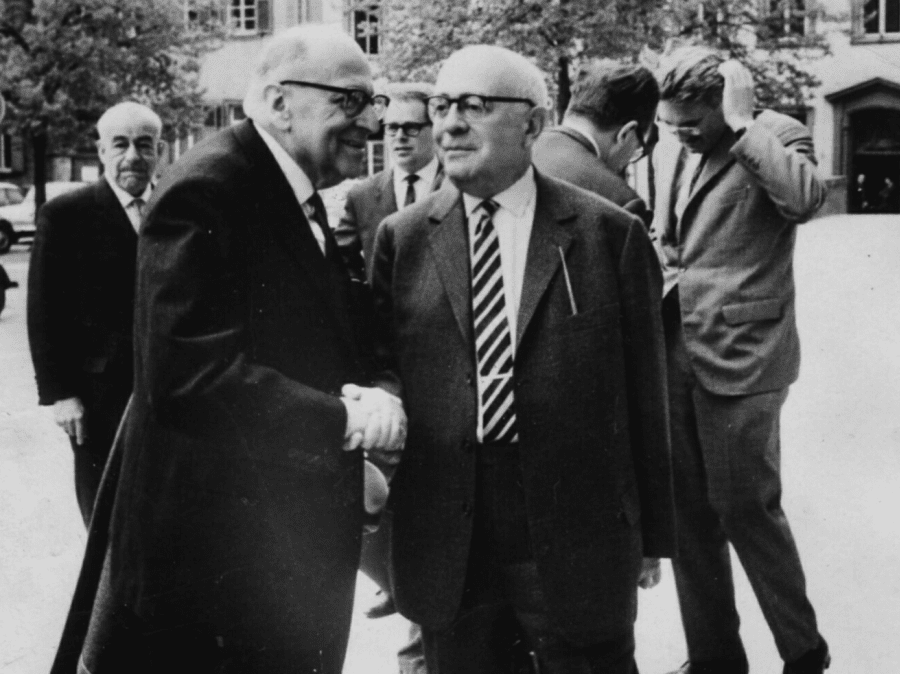
1964年4月、マックス・ホルクハイマー（左）と共に

マックス・ホルクハイマー、次世代のユルゲン・ハーバーマスらとともにフランクフルト学派を代表する思想家。ナチスに協力した一般人の心理的傾向を研究し、権威主義的パーソナリティについて解明した。権威主義的態度を測定するためのファシズムスケール（Fスケール (心理学)）の開発者であり、20世紀における社会心理学研究の代表的人物である。その一方アドルノがナチス機関誌に発表した批評がナチスへの協力だとして問題視されている。
作曲家としても作品を残し、アルバン・ベルクに師事した。アルノルト・シェーンベルクをはじめとした新ウィーン楽派を賞賛する一方、イーゴリ・ストラヴィンスキーやパウル・ヒンデミットなどの新古典主義的傾向をもつ音楽や、ジャン・シベリウス、リヒャルト・シュトラウス、ヨーゼフ・マルクスといった、20世紀において後期ロマン主義のスタイルをとり続ける作曲家には否定的であった。また、一貫してジャズやポピュラー音楽には批判的な態度をとりつづけた。なお、トータル・セリエリズムの最初期の作品であるカレル・フイヴェールツの「二台のピアノのためのソナタ」については「曲の形がはっきりしない」と評した。

## 経歴

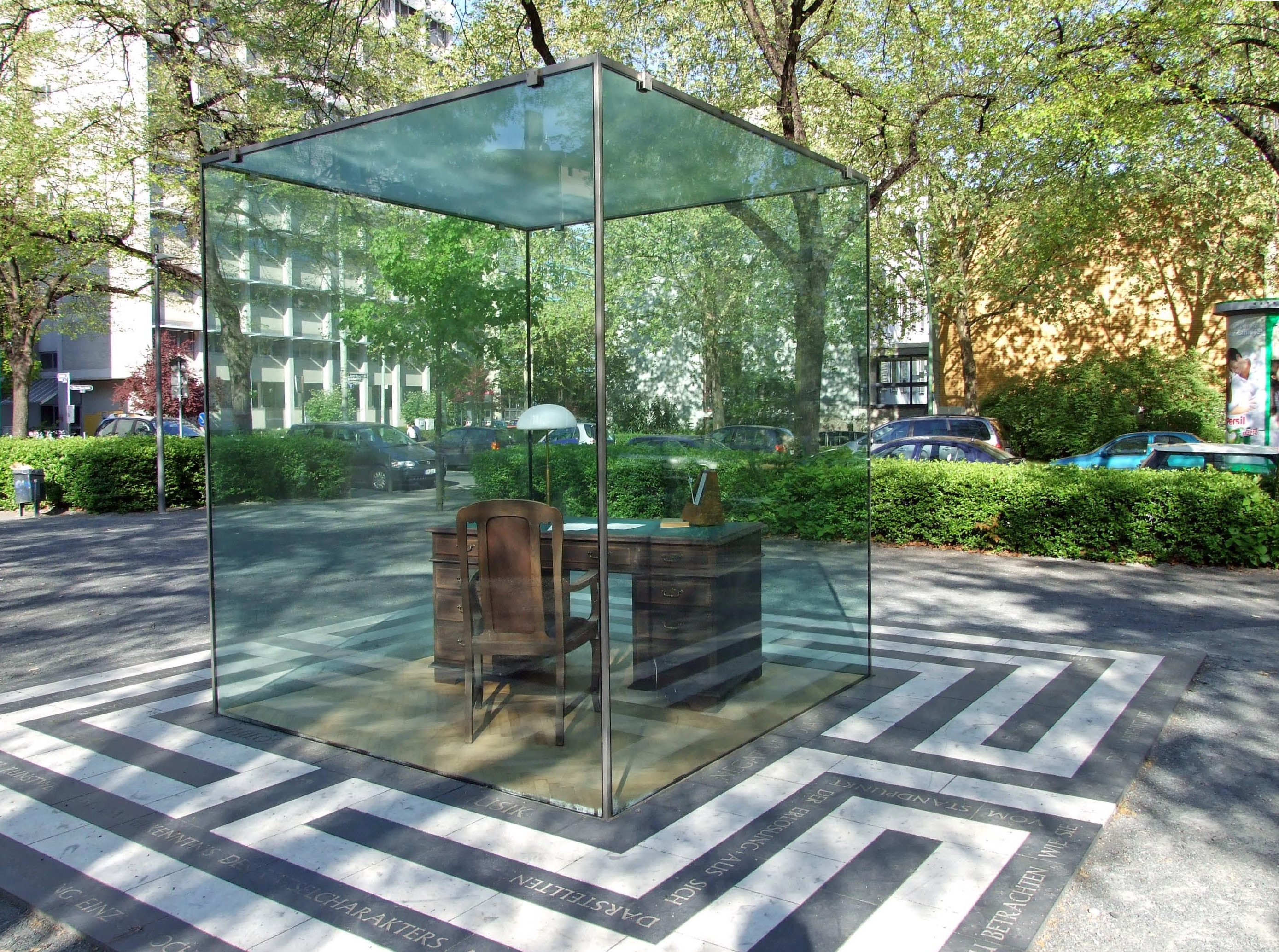
フランクフルト市内にあるアドルノのモニュメント。仕事場であった書斎をモチーフにしている

ヘッセン州フランクフルト・アム・マインでワイン商人の父オスカー・アレクサンダー・ヴィーセングルント（Oscar Alexander Wiesengrund）と、歌手の母マリア・バルバラ・カルヴェリ＝アドルノ（Maria Barbara Calvelli-Adorno）の間に生まれる。一人っ子であった。父オスカーはもともとユダヤ系であったが、カトリックのマリア・バルバラと結婚する前にプロテスタントに改宗している。
アドルノは学業成績も極めて優秀であり、ギムナジウムを2年飛び級で卒業した上にアビトゥーアに首席で合格した。フランクフルト大学に入学して哲学・音楽・心理学・社会学を学んだ。
アドルノは大学時代から音楽批評を多く発表していたが、目指していたのは作曲家であった。1924年に大学を卒業すると、本格的に作曲を学ぶためアルバン・ベルクを頼ってウィーンへ移るが、肩入れしていたシェーンベルクらの音楽が世間で不評であったことに落胆し、再び音楽批評の活動に戻った後、1926年にウィーンを去った。
その後フランクフルトに戻り、次いでベルリンに滞在するが、ナチスの勢力伸長に伴い、ユダヤ系の出自であるアドルノは1934年にイギリスへ、さらに1938年にアメリカに渡る。この頃から「テオドール・W・アドルノ(Theodor W. Adorno)」という名前表記を用いるようになった。
第二次世界大戦後の1949年、フランクフルト大学の社会研究所 (Institut für Sozialforschung) が再スタートを切った際に帰国、ホルクハイマーと共にこの研究所の所長に就任し、亡くなるまでここに籍を置いた。ヨアヒム・カイザーやハインツ＝クラウス・メツガーは彼の教え子に当たる。夏のダルムシュタット夏季現代音楽講習会ではシュトックハウゼン、ブーレーズ、ノーノらのセリエル音楽の理論的指導者として大きな教育的功績を与え続けた。
1928年から1931年にかけて、ウィーンの前衛音楽誌「アンブルッフ」の編集長を務める。1969年8月6日、妻とともに休暇で訪れたスイス・フィスプで心筋梗塞を起こし、当地にて死去。65歳であった。1977年、フランクフルト市によってテオドール・アドルノ賞が設立された。

## ナチズムと文化への批判
細見和之によると
というアドルノの言葉は、文化批判として広く知られている（『プリズメン─文化批判と社会』）。後の『否定弁証法』の中でアドルノは、より端的に
と論じている。「アウシュヴィッツ」という言葉は、ユダヤ人や少数民族を殺戮する絶滅収容所が置かれたポーランドの町の名前であり、ホロコーストの象徴としても使われている。アドルノが批判的に問い直したのは、アウシュヴィッツでのホロコーストに代表される「野蛮」な側と、詩に代表される「文化」的な側との関連だった。こうしたアドルノの批判は、ナチス時代反省において不可欠となり、代表的な警句（アフォリズム）となっている。
細見が言うには、アウシュヴィッツでガス室が稼働し始めたのは1942年3月という過去だが、当時の世界が現代よりも「野蛮」な時代だったと考えることは適切でない。ドイツでさえ、ベートーヴェンやブラームスなどのクラシック音楽で知られる国だった。つまり伝統や美術に代表され、ロマンチック（ロマン主義的）で教養に満ちた「文化」側は、ナチス・ヒトラー・ホロコーストのような独裁や惨事に満ちた「野蛮」側と、表裏一体の関係になっている。

## ナチス機関誌加担について
1933年、ナチスがアメリカ黒人のジャズを禁止すると、アドルノは、ジャズは愚かであって救済すべきものはなにもなく、「ジャズの禁止によって北方人種への黒人種の音楽影響は除去されないし、文化ボルシェビズムも除去されはしない。除去されるのは、ひとかけらの悪しき芸術品である」と、当時ナチスが頻繁に使用していた「除去」「人種」「文化ボルシェビズム」といった言葉を使用して批評した。
1934年にアドルノは、ナチ全国青年指導部(Reichsleitung)の広報誌月刊ムジーク1934年6月号に論評を発表し、ヘルベルト・ミュンツェル(Herbert Müntzel)作曲のツィクルス「被迫害者の旗(Die Fahne der Verfolgten）」を誉めた。この曲はヒトラーユーゲント全国指導者バルドゥール・フォン・シーラッハの詩に曲をつけたものであった。アドルノはこの曲がすばらしい根拠は、「シーラッハの詩を選ぶことで自覚的に国民社会主義的な特徴をしるしている」こと、またヨーゼフ・ゲッベルスが『ロマン主義的リアリズム』と規定した「新しいロマン主義の表象化が追求されていることにあると書いた。
1963年1月、雑誌『ディスクス』上でクラウス.Chr.シュレーダーは、アドルノは「ミニマ・モラリア」で「アウシュビッツの後ではドイツ詩はもはや書くことが不可能であると書いたが、ユダヤ人虐殺を仄めかしたシーラッハの詩を賞賛していたこととどう折り合わせるのか、また戦後アドルノはナチの共犯者を断罪してきたが自分の過去の言動については口を拭ってきたではないか」と質問した。この公開質問に対してアドルノはその論評を書いたことは「慙愧にたえない」が、理性的な読者ならあの論評は「新しい音楽」を弁護したものであり、「善意からのおもねりとして理解すべき」であると弁明した。また月刊ムジークは非政治的な雑誌であり、アドルノはその論評を書いたすぐ後の1934年夏にはナチスに自発的に協力することはやめたし、内奥の核までファシストであるハイデッガーと私を比べることはできないと弁明した。
ハンナ・アーレントはカール・ヤスパース宛書簡で、アドルノの弁明について「言いようもなくみっともない」「真に破廉恥な点は、純ユダヤ人のなかでは半ユダヤ人の彼が、あのときの一歩（ナチスの機関誌に批評を掲載したこと）を友人たちにまったく知らせずに踏み出したこと」と批判した。アーレントがアドルノに対して嫌悪感を持った理由としては、アドルノがナチスに迫害されたヴァルター・ベンヤミンを生存中に支援しなかったことや、アーレントから見るとアドルノはユダヤ人と左翼知識人に対する背信者であったことなどが挙げられている。ヤスパースもアーレント宛書簡で「なんたるぺてん。彼を読んだかぎりでは―才知に富み、計り知れぬほど多くを知り、あらゆる角度からすべてを吟味しつつ、叡智の最高の高みから書いているような著作にすら―なに一つ信用するに足るものはない」とアドルノを酷評している。
アドルノのナチス機関誌加担問題は1985年にアーレントとヤスパースの往復書簡が公刊されてから1990年代に再び持ち出されるようになった。エスペン・ハンマーによれば、アドルノのナチス機関誌加担問題はハイデッガーのナチス加担問題に比すべき問題であるが、アドルノが戦後ナチスとナチスに加担した知識人について批判してきただけに、その知的誠実さを疑問視させるものであり、反調停的な倫理やラディカルな知的自律性といった戦後のアドルノの主張のすべてを疑問視することになると論じている。

## 日本語訳された著作
日本では紹介当初から長年読まれており、翻訳も多い。

### 単著
- 『プリズム――文化批判と社会』（法政大学出版局、1970年／改題『プリズメン』筑摩書房［ちくま学芸文庫］、1996年）
- 『ゾチオロギカ――社会学の弁証法』（イザラ書房、1970年）
- 『音楽社会学序説』（音楽之友社、1970年／平凡社ライブラリー、1999年）
- 『不協和音――管理社会における音楽』（音楽之友社、1971年／平凡社ライブラリー、1998年）
- 『批判的モデル集』全2巻（法政大学出版局、1971年）
- 『ヴァルター・ベンヤミン』（河出書房新社、1972年）
- 『キルケゴール――美的なものの構成』（イザラ書房、1974年／みすず書房、1998年）
- 『文学ノート』（イザラ書房、1978年）
- 『楽興の時』（白水社、1969年）
- 『ミニマ・モラリア――傷ついた生活裡の省察』（法政大学出版局、1979年）
- 『権威主義的パーソナリティ』（青木書店、1980年）
- 『アルバン・ベルク――極微なる移行の巨匠』（法政大学出版局、1983年）
- 『美の理論』（河出書房新社、1985年）
  - 『美の理論・補遺』（河出書房新社、1988年）
  - 『美の理論（新装完全版）』（河出書房新社、2007年、新装版2019年）
- 『三つのヘーゲル研究』（河出書房新社、1986年／筑摩書房［ちくま学芸文庫］、2006年）
- 『本来性という隠語――ドイツ的なイデオロギーについて』（未來社、1992年）
- 『認識論のメタクリティーク――フッサールと現象学的アンチノミーにかんする諸研究』（法政大学出版局、1995年）
- 『否定弁証法』（作品社、1996年）
- 『ベートーヴェン――音楽の哲学』（作品社、1997年、改訂版2010年）
- 『マーラー――音楽観相学』（法政大学出版局、1999年、新装版2014年）
- 『アドルノ 音楽・メディア論集』（平凡社、2002年）
- 『フッサール現象学における物的ノエマ的なものの超越』（こぶし書房、2006年）
- 『新音楽の哲学』（平凡社、2007年）
- 『アドルノ 文学ノート』全2巻（みすず書房、2009年）
- 『哲学のアクチュアリティ―初期論集』（みすず書房、2011年）
- 『自律への教育』（中央公論新社、2011年）
- 『ヴァーグナー試論』（作品社、2012年）
- 『模範像なしに――美学小論集』（みすず書房、2017年）
- 『幻想曲風に―アドルノ音楽論集』（法政大学出版局、2018年）
- 『哲学用語入門　テルミノロギー』（作品社、2023年）

講義録
- 『社会学講義』（作品社、2001年）
- 『道徳哲学講義』（作品社、2006年）
- 『否定弁証法講義』（作品社、2007年）

### 共著・往復書簡
- （カール・ポパー）『社会科学の論理――ドイツ社会学における実証主義論争』（河出書房新社、1979年）
- （マックス・ホルクハイマー）『啓蒙の弁証法――哲学的断想』（岩波書店、1990年／岩波文庫、2007年）
- （マックス・ホルクハイマー）『ゾチオロギカ――フランクフルト学派の社会学論集』（平凡社、2012年）

書簡集
- （エルンスト・クシェネク）『アドルノ＝クシェネク往復書簡』（深田甫訳、みすず書房、1988年）
- （ヴァルター・ベンヤミン）『ベンヤミン/アドルノ往復書簡――1928-1940』ヘンリー・ローニツ編（野村修訳、晶文社、1996年/みすず書房<始まりの本 上下>、2013年、解説森田團）
- （パウル・ツェラン）『アドルノ/ツェラン往復書簡――1960-1968』ヨアヒム・ゼング編（細見和之訳、郁文堂、2023年）

## 音楽作品
- 歌唱声部とピアノのためのシュテファン・ゲオルゲによる四つの詩Vier Gedichte von Stefan George für Singstimme und Klavier, op. 1 (1925–1928)
- 弦楽四重奏のための二つの作品Zwei Stücke für Streichquartett, op. 2 (1925–1926)
- 中声とピアノのための四つの歌曲Vier Lieder für eine mittlere Stimme und Klavier, op. 3 (1928)
- 六つの短い管弦楽曲Sechs kurze Orchesterstücke, op. 4 (1929)
- 「嘆き」六つの歌曲Klage. Sechs Lieder für Singstimme und Klavier, op. 5 (1938–1941)
- 歌唱声部とピアノのための六つのパガテルSechs Bagatellen für Singstimme und Klavier, op. 6 (1923–1942)
- 歌唱声部とピアノのためのシュテファン・ゲオルゲの詩によるによる四つの歌曲Vier Lieder nach Gedichten von Stefan George für Singstimme und Klavier, op. 7 (1944)
- 無伴奏女声合唱のためのテオドール・ドイブラー（ドイツ語版）による三つの詩Drei Gedichte von Theodor Däubler für vierstimmigen Frauenchor a cappella, op. 8 (1923–1945)
- 歌唱声部とピアノのための二つのプロパガンダZwei Propagandagedichte für Singstimme und Klavier, o.O. (1943)
- 七つの大衆的シャンソン、歌とピアノのための編曲Sept chansons populaires francaises, arrangées pour une voix et piano, o.O. (1925–1939)
- 無伴奏女声合唱のためのテオドール・ドイブラーによる三つの詩Drei Gedichte von Theodor Däubler für vierstimmigen Frauenchor a capella, o.O. (1923–1945)
- 計画されたジングシュピール、マーク・トウェインによる「インディアン・ジョーの宝」からの管弦楽を伴う二つの歌曲Zwei Lieder mit Orchester aus dem geplanten Singspiel Der Schatz des Indianer-Joe nach Mark Twain, o.O. (1932/33)
- 「子供時代」ロベルト・シューマンの作品68からの程よい小管弦楽のための六つの作品Kinderjahr. Sechs Stücke aus op. 68 von Robert Schumann, für kleines Orchester gesetzt, o.O. (1941)
- 遺作集（ピアノ曲、ピアノ伴奏歌曲、弦楽四重奏曲、弦楽三重奏曲、その他）Kompositionen aus dem Nachlaß (Klavierstücke, Klavierlieder, Streichquartette, Streichtrios u. a.), vgl. Theodor W. Adorno, Kompositionen Band 3, hg. von Maria Luisa Lopez-Vito und Ulrich Krämer, München 2007

## ディスコグラフィー
- Kompositionen, Gary Bertini (Künstler), Orchester der Oper Frankfurt (Künstler), Bertini (Künstler), & 5 mehr, WERGO
- Hans Eisler / Theodor W. Adorno: Works for String Quartet Adorno/Eisler (Künstler), Leipziger Streichquartett (Künstler), CPO